# Михайловский сельсовет (Бижбулякский район)
Михайловский сельсовет — муниципальное образование в Бижбулякском районе Башкортостана.

## История
Согласно «Закону о границах, статусе и административных центрах муниципальных образований в Республике Башкортостан» имеет статус сельского поселения.

## Население
| 2002  | 2009  | 2010  | 2012  | 2013  | 2014  | 2015  |
| ----- | ----- | ----- | ----- | ----- | ----- | ----- |
| 1568  | ↗2235 | ↘2028 | ↘1951 | ↘1923 | ↘1878 | ↘1846 |
| 2016  | 2017  |       |       |       |       |       |
| ↘1802 | ↘1779 |       |       |       |       |       |

## Состав сельского поселения
| №  | Населённый пункт     | Тип населённого пункта       | Население |
| -- | -------------------- | ---------------------------- | --------- |
| 1  | Михайловка           | село, административный центр | ↘1172     |
| 2  | Кистенли-Ивановка    | село                         | ↘290      |
| 3  | Кожай-Икские Вершины | село                         | ↘275      |
| 4  | Малый Менеуз         | село                         | ↘180      |
| 5  | Игнашкино            | деревня                      | ↘73       |
| 6  | Сене-Пурнас          | деревня                      | ↘15       |
| 7  | Светловка            | деревня                      | ↘9        |
| 8  | Степановка           | деревня                      | ↗6        |
| 9  | Канарейка            | деревня                      | ↘4        |
| 10 | Шкапово              | село                         | →4        |